# 뤼이드
뤼이드(영어: Riiid)는 2014년 설립된 대한민국의 소프트웨어 회사이다. 인공지능을 활용한 영어 교육 모바일 애플리케이션 산타(영어: Santa)를 개발 및 운영 중이다. SAT, TOEFL, G-TELP 서비스 오픈을 예정하고 있다.

## 서비스 목록
- 산타 - AI 토익

## 같이 보기
- 듀오링고